# Kaizers Orchestra
Kaizers Orchestra é uma banda musical norueguesa formada em janeiro de 2000. Tornou-se notória tanto por compor e gravar somente em norueguês, quanto por sua subversividade musical, misturando rock clássico com rom rock e outras vertentes oriundas do leste europeu, como o balkan brass.
Suas letras geralmente abordam temas como delírio, máfia, fé e insanidade. Em 2002 a banda recebeu o título de melhor concerto do ano pelo Festival de Roskilde.

## Discografia

### Álbuns
- Ompa til du dør (2001)
- Evig pint (2003)
- Maestro (2005)
- Maskineri (2008)
- Våre demoner (Compilação de demos gravadas anteriormente, 2009)
- Violeta, Violeta (2011/2012)
  - Violeta Violeta Vol. 1 (Janeiro de 2011)
  - Violeta Violeta Vol. 2 (Novembro de 2011)
  - Violeta Violeta Vol. 3 (Novembro de 2012)

### EPs
- Kaizers Orchestra EP também chamado de Gul EP (2000)
- Død manns tango (2002)
- Mann mot mann (2002)
- Maestro (2005)
- Maestro Bonus CD (2005)

### Singles
- "Kontroll på kontinentet" (2003)
- "Di grind" (2003)
- "Maestro" (2005)
- "Knekker deg til sist" (2005)
- "Blitzregn baby" (Live) (2006)
- "Enden av november" (iTunes Single) (2007)
- "9 mm" (iTunes Single)  (2008)
- "Apokalyps meg" / "Du og meg Lou" (Vinil single) (2008)
- "Die Polizei" (2009)
- "Prosessen" (2009)
- "Philemon Arthur & The Dung" (iTunes single) (2010)
- "Hjerteknuser" (2010)

### Ao vivo
- The Gypsy Finale (EP, 2004)
- Live at Vega (2006)
- Viva La Vega (DVD, 2006)
- 250 prosent (2008)

### Outros lançamentos
- Stolpesko - Contribuiu com a canção "Markveien" (2002)
- Kontroll på kontinentet - Livro autobiográfico por Jan Zahl (2006)
- Hjertestups - Contribuiu com a canção "Smil Far" (2010)
- Sonny - Musical de Palco baseado nos três primeiros álbuns da banda (2011)